# Otto Perlet
Otto Perlet (* 5. Mai 1855 in Waltershausen; † 7. März 1918 in Gotha) war ein deutscher Jurist und Landrat.

## Leben
Als Sohn eines Justizamtmanns geboren, besuchte Perlet das Gymnasium Ernestinum Gotha und studierte Rechtswissenschaften in Jena und Berlin. Während seines Studiums in Jena wurde er im Wintersemester 1874/75 Mitglied der Burschenschaft Arminia auf dem Burgkeller. Am Appellationsgericht Eisenach bestand er 1879 das Referendarexamen.
Im Anschluss arbeitete er bis 1882 als Amtsanwalt beim Amtsgericht Gotha, dann am Landgericht. 1883 erhielt er eine Zuweisung zum Amtsgericht Gotha. Im selben Jahr machte er sein Assessorexamen am Oberlandesgericht Jena. Er wurde Hilfsrichter am Amts- und Landesgericht Gotha, dann Gerichtsassessor beim Amtsgericht Zella und 1885 beim Amtsgericht Königsberg bei Coburg. 1886 ging er als Sekretär ans Herzogliche Staatsministerium nach Gotha. 1888 wurde er Landratsamtsassessor in Ohrdruf, 1891 Regierungsassessor und Referent im Staatsministerium, wo er der Abteilung A angehörte. 1892 wurde er Regierungsrat und war von 1900 bis zu seinem Ruhestand 1916 Landrat in Gotha. 1907 wurde er Geheimer Regierungsrat.

## Ehrungen
- 1909: Herzoglich Sachsen-Ernestinischer Hausorden für Sachsen-Coburg und Gotha, Ritterkreuz 1. Klasse
- 1909: Fürstlich Schwarzburgisches Ehrenkreuz 2. Klasse